# Ildikó Pádár
Ildikó Pádár (* 19. April 1970 in Heves, Ungarn) ist eine ehemalige ungarische Handballspielerin, die dem Kader der ungarischen Nationalmannschaft angehörte. Mittlerweile ist sie als Handballtrainerin tätig.

## Karriere
Pádár lief ab dem Jahr 1983 für Eger SE auf. Im Jahr 1987 wechselte die Kreisläuferin zum ungarischen Erstligisten Ferencváros Budapest, für den sie bis zu ihrem Karriereende im Jahr 2003 aktiv war. Mit Ferencváros gewann sie 1994, 1995, 1996, 1997, 2000 und 2002 die ungarische Meisterschaft sowie 1993, 1994, 1995, 1996, 1997, 2001 und 2003 den ungarischen Pokal. Weiterhin stand sie in der Saison 1993/94 im Finale des Europapokals der Pokalsieger sowie in der Saison 2001/02 im Finale der EHF Champions League. Insgesamt erzielte sie 1668 Treffer in 636 Spielen für Ferencváros.
Pádár gab am 11. September 1990 ihr Debüt für die ungarische Nationalmannschaft in einem Länderspiel gegen Österreich. Mit Ungarn gewann sie die Silbermedaille bei der Weltmeisterschaft 1995, die Bronzemedaille bei den Olympischen Spielen 1996, die Bronzemedaille bei der Europameisterschaft 1998, die Silbermedaille bei den Olympischen Spielen 2000 sowie die Goldmedaille bei der Europameisterschaft 2000.
Pádár ist seit ihrem Karriereende bei Ferencváros als Jugendtrainerin tätig. Im Jahr 2004 übte sie zusätzlich das Co-Traineramt der ungarische Nationalmannschaft aus.

## Sonstiges
Ihre Schwester Margit Pádár spielte ebenfalls Handball.